# Lucy Monaghan
Lucy Monaghan (nascida em 1987, em Belfast, capital da Irlanda do Norte) é uma ativista da Irlanda do Norte. 

## Estupro
No início de 2020, Lucy Monaghan renunciou ao seu direito ao anonimato e reclamou publicamente sobre seu tratamento pelo Serviço de Polícia da Irlanda do Norte e pelo Ministério Público após denunciar um estupro, em abril de 2015. Lucy explicou que, na noite em questão, ela foi encontrada por um homem e disse que se lembra de ir a uma casa e passar mal, antes de ficar inconsciente por cerca de oito horas. Lucy Monaghan disse que estava desapontada e surpresa por sua queixa não ter levado a um processo, levando-a a dizer que havia sido "decepcionada" pela polícia e pelos promotores. A polícia inicialmente alegou que, como havia evidências de que ela estava "flertando" com o suposto agressor, era improvável que o caso resultasse em uma condenação. Lucy Monaghan levou as autoridades ao tribunal por falhas na investigação e, como resultado, foram feitas mudanças na forma como as vítimas de agressão sexual são tratadas.[carece de fontes?]
A Ouvidoria da Polícia, posteriormente, encontrou vários erros na investigação e constatou que suas declarações à polícia, cópias de mensagens de mídia social entre ela e o suposto agressor e relatórios médicos não haviam sido enviados ao Ministério Público. Eles também descobriram que o oficial do caso não havia tomado providências para obter depoimentos de outras testemunhas. O Serviço de Polícia da Irlanda do Norte admitiu falhas, mas disse que leva a sério todas as alegações de crimes sexuais.

## Ativismo
Após esses eventos, Lucy apoia sobreviventes de estupro e participou do relatório Gillen, que fez mais de 250 recomendações sobre como o sistema judiciário da Irlanda do Norte deveria lidar com crimes sexuais graves. Isso incluiu medidas para combater os mitos e estereótipos do estupro, como sugestões de que as vítimas o provocam pela maneira como se vestem ou agem. A revisão foi solicitada pelo juiz aposentado da Suprema Corte, John Gillen, em maio de 2018, depois que os ex-jogadores de rúgbi do Ulster, Paddy Jackson e Stuart Olding, foram considerados inocentes de estupro após um julgamento.
Em declarações ao jornal Belfast Telegraph, Lucy garantiu: "Tenho chorado lágrimas de felicidade [...] porque finalmente parece um pouco de reconhecimento". Lucy Monaghan disse que usaria seu reconhecimento para continuar a defender os sobreviventes de estupro e violência sexual, lembrando que as taxas de condenação por crimes sexuais na Irlanda do Norte continuam terríveis.
Segundo cifras da Promotoria, em 2020, abriram-se mais de 700 processos foram abertos envolvendo uma alegação de estupro, mas apenas 20 pessoas foram condenadas.

## Reconhecimento
Em 2020, Lucy Monaghan foi apontada pela BBC como uma das 100 Mulheres mais inspiradoras do mundo.